# Guillemot de Craveri
Synthliboramphus craveri
Espèce
Statut de conservation UICN

 VU B2ab(iii,v);C2a(ii) : Vulnérable
Le Guillemot de Craveri (Synthliboramphus craveri) est une espèce rare d'oiseaux vivants dans le Golfe de Californie. Ses effectifs comptent environ 5 000 couples pour un total de 20 000 individus environ.
Son nom commémore le météorologue italien Federico Craveri (1815-1890) et son frère Ettore, qui avaient récolté de nombreux oiseaux de la région pour le Musée d'histoire naturelle de Turin.